# Shohreh Aghdashloo
Shohreh Vaziri-Tabar, già coniugata Aghdashloo (IPA: [ʃohˈɾe ɒɢdɒːʃˈluː]) (in persiano: شهره آغداشلو; Teheran, 11 maggio 1952) è un'attrice iraniana naturalizzata statunitense.

## Biografia
Figlia di Anushiravan Vaziri-Tabar ed Effie al-Sadat, ha tre fratelli: Shahram, Shahriar e Shahrokh. Nel 1972 sposa a diciannove anni il pittore trentunenne Aydin Aghdashloo e inizia a frequentare dei laboratori di recitazione. Presto appare in diverse produzioni teatrali e cinematografiche, debuttando nel 1976 in Shatranje bad, film di Mohammad Reza Aslani. Divorzia nel 1979 da Aghdashloo ma ne mantiene il cognome (la coppia non ha figli) e lascia l'Iran all'inizio della Rivoluzione iraniana dello stesso anno per trasferirsi a Londra. 
Nella capitale britannica si laurea in Relazioni internazionali alla Brunel University e successivamente si sposta a Los Angeles per continuare la carriera d'attrice. Nel 1987 sposa il drammaturgo iraniano Houshang Touzie e due anni dopo nasce la loro figlia, Tara. Nel 2009, a un incontro presso la George Washington University, si dichiara apertamente preoccupata per i diritti umani in Iran e per le persecuzioni dei fedeli Bahá'í. 

### Carriera
È maggiormente nota in Occidente per il suo ruolo in La casa di sabbia e nebbia, per il quale ottiene una candidatura all'Oscar 2004 come miglior attrice non protagonista e vince l'Independent Spirit Award nella medesima categoria. Successivamente recita nel ruolo di Dina Araz nella serie televisiva 24 e in diversi film di produzione americana come L'esorcismo di Emily Rose, American Dreamz e Nativity, in cui interpreta Elisabetta. Inoltre partecipa come guest star alle serie Grey's Anatomy, Will & Grace (8X17), E.R. - Medici in prima linea.
Nel 2008 interpreta la prima moglie di Saddam Hussein, Sajida Talfah, in Casa Saddam, con cui si aggiudica il Premio Emmy per la miglior attrice non protagonista in una miniserie o film per la televisione. Nello stesso anno recita in The Stoning of Soraya M., con cui si aggiudica il Satellite Award per la miglior attrice protagonista. Ancora nel 2008 è membro di giuria al Noon Iranian Film Festival di Los Angeles. Nel 2013 è narratrice dell'audiolibro de E l'eco rispose di Khaled Hosseini.
Nel 2024 è nel cast della miniserie HBO The Penguin dove interpreta Nadia Maroni, la moglie di Sal Maroni. Nel 2025 è l'Aes Sedai Elaida a'Roihan nella serie di Amazon MGM Studios La Ruota del Tempo.

## Filmografia

### Attrice

#### Cinema
- Shatranje bad, regia di Mohammad Reza Aslani (1976)
- Gozaresh, regia di Abbas Kiarostami (1977)
- Sooteh-Delan, regia di Ali Hatami (1978)
- Guests of Hotel Astoria, regia di Reza Allamehzadeh (1989)
- Un pezzo da 20 (Twenty Bucks), regia di Keva Rosenfeld (1993)
- Surviving Paradise, regia di Kamshad Kooshan (2000)
- America So Beautiful, regia di Babak Shokrian (2001)
- Maryam, regia di Ramin Serry (2002)
- La casa di sabbia e nebbia (House of Sand and Fog), regia di Vadim Perelman (2003)
- Babak & Friends: A First Norooz, regia di Dustin Ellis (2005) (cortometraggio)
- The Exorcism of Emily Rose, regia di Scott Derrickson (2005)
- X-Men - Conflitto finale (X-Men: The Last Stand), regia di Brett Ratner (2006)
- La casa sul lago del tempo (The Lake House), regia di Alejandro Agresti (2006)
- Nativity, regia di Catherine Hardwicke (2006)
- 4 amiche e un paio di jeans 2 (The Sisterhood of the Traveling Pants 2), regia di Sanaa Hamri (2008)
- The Stoning of Soraya M., regia di Cyrus Nowrasteh (2008)
- On the Inside, regia di D.W. Brown (2011)
- L'incredibile vita di Timothy Green (The Odd Life of Timothy Green), regia di Peter Hedges (2012)
- Percy Jackson e gli dei dell'Olimpo - Il mare dei mostri (Percy Jackson: Sea of Monsters), regia di Thor Freudenthal (2013)
- Last Knights, regia di Kazuaki Kiriya (2015)
- Septembers of Shiraz, regia di Wayne Blair (2015)
- The Promise, regia di Terry George (2016)
- Star Trek Beyond, regia di Justin Lin (2016)
- Run Sweetheart Run, regia di Shana Feste (2020)
- Renfield, regia di Chris McKay (2023)
- Damsel, regia di Juan Carlos Fresnadillo (2024)

#### Televisione
- Matlock - serie TV, episodio 5x02 (1990)
- 24 - serie TV, 12 episodi (2005)
- Will & Grace - serie TV, episodio 8x17 (2006)
- E.R. - Medici in prima linea (ER) - serie TV, episodio 12x17 (2006)
- Curioso come George (Curious George) - serie TV animata, episodio 1x20 (2006) (voce)
- Smith - serie TV, 7 episodi (2006-2007)
- Grey's Anatomy - serie TV, episodio 3x18 (2007)
- House of Saddam - miniserie TV, 4 episodi (2008)
- I Simpson (The Simpsons) - sitcom TV animata, episodio 20x07 (2008) (voce)
- FlashForward - serie TV, episodi 1x02-1x03-1x10 (2009)
- Law & Order - Unità vittime speciali (Law & Order: Special Victims Unit) - serie TV, episodio 12x14 (2011)
- Dr. House - Medical Division (House M.D.) - serie TV, episodio 7x23 (2011)
- NCIS - Unità anticrimine (NCIS: Naval Criminal Investigative Service) - serie TV, episodio 9x05 (2011)
- The Mob Doctor - serie TV, episodi 1x04-1x05-1x12 (2012-2013)
- Grimm - serie TV, 7 episodi (2013-2014)
- Believe - serie TV, episodio 1x03 (2014)
- Bones - serie TV, episodio 9x21 (2014)
- Elementary - serie TV, episodio 4x03 (2014)
- The Expanse – serie TV, 62 episodi (2015-2022)
- The Punisher - serie TV, 4 episodi (2017)
- L'assistente di volo - The Flight Attendant (The Flight Attendant) – serie TV, 5 episodi (2022)
- Mrs. Davis – serie TV, episodio 1x07 (2023)
- The Penguin, regia di Craig Zobel, Helen Shaver, Kevin Bray e Jennifer Getzinger – miniserie TV, 4 puntate (2024)
- La Ruota del Tempo (The Wheel of Time) – serie TV, 4 episodi (2025)

### Doppiatrice
- Mass Effect 2 – videogioco (2010)
- Mass Effect 3 – videogioco (2012)
- Destiny – videogioco (2014)
- Destiny 2 – videogioco (2017)
- The Lion Guard – serie animata, 4 episodi (2019)
- Arcane – serie animata, 4 episodi (2021)
- Assassin's Creed Valhalla – videogioco (2022) - DLC Storia condivisa
- Kung Fu Panda: Il cavaliere dragone (Kung Fu Panda: The Dragon Knight) – serie animata, episodi 2x05-2x07 (2023)
- Assassin's Creed Mirage – videogioco (2023)

## Doppiatrici italiane
Nelle versioni in italiano delle opere in cui ha recitato, Shohreh Aghdashloo è stata doppiata da:
- Ludovica Modugno in 24 , The Exorcism of Emily Rose, X-Men - Conflitto finale, Will & Grace, La casa sul lago del tempo, Law & Order - Unità vittime speciali, L'incredibile vita di Timothy Green, Star Trek Beyond
- Sonia Scotti in Bones, Casa Saddam, FlashForward (ep. 2), Percy Jackson e gli dei dell'Olimpo - Il mare dei mostri, Renfield
- Antonella Giannini in American Dreamz, The Punisher, Run Sweetheart Run, L'assistente di volo - The Flight Attendant
- Aurora Cancian in Nativity, 4 amiche e un paio di jeans 2, The Expanse
- Paola Mannoni ne La casa di sabbia e nebbia
- Alessandra Cassioli in NCIS - Unità anticrimine
- Anna Rita Pasanisi in Dr. House - Medical Division
- Paola Tedesco in FlashForward (ep. 3, 10)
- Roberta Pellini in Grey's Anatomy
- Laura Boccanera in On the Inside - La prigione dei folli
- Ada Maria Serra Zanetti in The Promise
- Laura Romano in The Penguin
- Antonella Alessandro ne La Ruota del Tempo

Da doppiatrice è stata sostituita da:
- Stefania Patruno in Assassin's Creed Valhalla, Assassin's Creed Mirage
- Laura Boccanera in Kung Fu Panda - Il cavaliere dragone
- Graziella Polesinanti in Arcane
- Monica Pariante in Damsel

## Riconoscimenti
Premi Oscar 2004 – Candidatura all'Oscar alla miglior attrice non protagonista per La casa di sabbia e nebbia